# Duvillaun Islands SAC
Duvillaun Islands SAC este o arie protejată (arie specială de conservare — SAC, sit de importanță comunitară — SCI) din Irlanda întinsă pe o suprafață de 539,36 ha, integral pe uscat.

## Localizare
Centrul sitului Duvillaun Islands SAC este situat la coordonatele 54°04′44″N 10°09′21″W / 54.07892°N 10.155905°V.

## Înființare
Situl Duvillaun Islands SAC a fost declarat sit de importanță comunitară în mai 1998 pentru a proteja 13 specii de animale. Situl a fost protejat și ca arie specială de conservare în iunie 2019.

## Biodiversitate
Situată în ecoregiunea atlantică, aria protejată conține 2 habitate naturale: Recifuri, Faleze cu vegetație de pe coastele atlantice și baltice.
La baza desemnării sitului se află mai multe specii protejate:
- păsări (11): Branta leucopsis, Cepphus grylle, Fulmarus glacialis, Hydrobates pelagicus, Larus argentatus, pescăruș sur (Larus canus), Larus marinus, Phalacrocorax aristotelis, cormoran mare (Phalacrocorax carbo), chiră mică (Sterna albifrons), Sterna paradisaea
- mamifere (2): Halichoerus grypus, delfin mare (Tursiops truncatus)